# Comuna Șilindia, Arad
Șilindia (în maghiară: Selénd) este o comună în județul Arad, Crișana, România, formată din satele Camna, Iercoșeni, Luguzău, Satu Mic și Șilindia (reședința).

## Demografie
Componența etnică a comunei Șilindia
     Români (92,42%)
     Maghiari (5,71%)
     Alte etnii (0,7%)
     Necunoscută (1,17%)
Componența confesională a comunei Șilindia
     Ortodocși (84,15%)
     Romano-catolici (8,74%)
     Penticostali (3,61%)
     Alte religii (2,1%)
     Necunoscută (1,4%)
Conform recensământului efectuat în 2021, populația comunei Șilindia se ridică la 858 de locuitori, în scădere față de recensământul anterior din 2011, când fuseseră înregistrați 904 locuitori. Majoritatea locuitorilor sunt români (92,42%), cu o minoritate de maghiari (5,71%), iar pentru 1,17% nu se cunoaște apartenența etnică. Din punct de vedere confesional, majoritatea locuitorilor sunt ortodocși (84,15%), cu minorități de romano-catolici (8,74%) și penticostali (3,61%), iar pentru 1,4% nu se cunoaște apartenența confesională.

## Politică și administrație
Comuna Șilindia este administrată de un primar și un consiliu local compus din 9 consilieri. Primarul, Rovin Mariș[*], de la Partidul Național Liberal, este în funcție din 2008. Începând cu alegerile locale din 2024, consiliul local are următoarea componență pe partide politice:
|  | Partid                    | Consilieri | Componența Consiliului | Componența Consiliului | Componența Consiliului | Componența Consiliului | Componența Consiliului |
|  | ------------------------- | ---------- | ---------------------- | ---------------------- | ---------------------- | ---------------------- | ---------------------- |
|  | Partidul Național Liberal | 5          |                        |                        |                        |                        |                        |
|  | Partidul Social Democrat  | 4          |                        |                        |                        |                        |                        |

## Atracții turistice
- Biserica de lemn din satul Iercoșeni
- Biserica ortodoxă din satul Șilindia
- Biserica romano-catolică din Șilindia
- Monumentele Eroilor căzuți în cele două războaie mondiale, din satul Șilindia
- Tabăra de copii din satu Camna